# Simon Callow
Simon Phillip Hugh Callow CBE (nascido em 15 de junho de 1949) é um ator britânico. Conhecido como ator no palco e na tela, ele recebeu vários prêmios, incluindo o Laurence Olivier Award e o Screen Actors Guild Award, bem como indicações para dois BAFTA Awards. Ele foi nomeado Comandante da Ordem do Império Britânico (CBE) por seus serviços prestados pela Rainha Elizabeth II em 1999.
Callow ganhou destaque originando o papel-título de Wolfgang Amadeus Mozart na peça de Peter Shaffer, Amadeus, de 1979, pela qual recebeu o Laurence Olivier Award de Melhor Ator em Papel Coadjuvante. Ele se juntou à adaptação cinematográfica de 1984 de Miloš Forman, desta vez interpretando Emanuel Schikaneder. Em 1992 ganhou o Laurence Olivier Award de Melhor Diretor de Musical por Carmen Jones. Como ator, ele foi aclamado por seus papéis cômicos em A Room with a View (1985) e Quatro Casamentos e Um Funeral (1994), ganhando uma indicação ao BAFTA Award de Melhor Ator Coadjuvante para cada um. Outros papéis notáveis incluem Maurice (1987), Howards End (1992), Shakespeare in Love (1998) e O Fantasma da Ópera (2004).
Seus papéis na televisão incluem Tom Chance na série Chance in a Million (1984) do Channel 4 e o duque de Sandringham na série Outlander de 2014 a 2016. Ele interpretou Napoleão em The Man of Destiny (1981) e Charles Dickens em vários projetos de televisão. Ele também apareceu em vários programas, como Midsomer Murders, Roma, Angels in America, Doctor Who, Galavant, Hawkeye, e The Witcher.

## Primeiros anos
Callow nasceu em 15 de junho de 1949 em Streatham, South London, filho de Yvonne Mary (nascida Guise), secretária e Neil Francis Callow, empresário. Seu pai era descendente de franceses e sua mãe tinha ascendência dinamarquesa e alemã. Seu pai foi embora quando Simon tinha dezoito meses e ele foi criado por sua mãe e avós. Ele e sua mãe viajaram para o que hoje é a Zâmbia quando ele tinha nove anos para tentar se reconciliar com seu pai. Isso não aconteceu e Callow foi enviado por três anos para um internato na África do Sul. Ele e sua mãe voltaram para a Grã-Bretanha quando ele tinha doze anos. Ele foi criado como católico romano. Callow foi aluno da London Oratory School em West Brompton, e depois estudou brevemente na Queen's University Belfast, na Irlanda do Norte, onde foi ativo no movimento de libertação gay. Ele desistiu de seu curso de graduação depois de um ano para fazer um curso de atuação de três anos no Drama Centre London.

## Carreira

### Atuação
A imersão de Callow no teatro começou depois que ele escreveu uma carta de fã para Sir Laurence Olivier, o diretor artístico do National Theatre e recebeu uma resposta sugerindo que ele se juntasse à equipe de bilheteria. Enquanto assistia aos ensaios dos atores, ele percebeu que queria atuar.
Callow fez sua estreia nos palcos em 1973, aparecendo em The Three Estates no Assembly Rooms Theatre, em Edimburgo. No início dos anos 1970, ele se juntou à companhia de teatro Gay Sweatshop e atuou no aclamado filme de Martin Sherman, Passing By. Em 1977, ele participou de vários papéis na produção de Epsom Downs da Joint Stock Theatre Company e, em 1979, estrelou The Soul of the White Ant, de Snoo Wilson, no Soho Poly.
Callow apareceu como Verlaine em Total Eclipse (1982), Lord Foppington em The Relapse (1983) e o papel-título em Fausto (1988) no Lyric Hammersmith, onde também dirigiu The Infernal Machine (com Dame Maggie Smith) em 1986. Em 1985, ele interpretou Molina em Kiss of the Spiderwoman no Bush Theatre, em Londres. Ele interpretou Mozart na estreia de Amadeus de Peter Shaffer no National Theatre (1979), também aparecendo na produção original de rádio da BBC de 1983. Mais tarde, ele escreveu sobre ter "descoberto Mozart bem cedo: as óperas, as sinfonias, os concertos, as serenatas de sopro faziam parte da minha paisagem musical quando me pediram para interpretar o papel do compositor em Amadeus, de Peter Shaffer; possivelmente esse foi um dos motivos pelos quais consegui o emprego." Ele apareceu no National Theatre como Orlando em Como Gostais (1979) e Fulganzio em A Vida de Galileu (1980).
Callow apareceu com Saeed Jaffrey na série dramática da televisão britânica de 1994, Little Napoleons, interpretando um intrigante conselheiro conservador no governo local. Em 1996, Callow dirigiu Cantabile em três peças musicais (Commuting, The Waiter's Revenge, Ricercare No. 4) compostas por seu amigo Stephen Oliver. Ricercare No. 4 foi encomendado por Callow especialmente para Cantabile. Ele dublou o astuto e traidor Wolfgang em Marnie e Sua Caixa Mágica. Em 2004, ele apareceu em um episódio da Comic Relief de Little Britain para causas de caridade. Em 2006, ele escreveu um artigo para o programa This Week da BBC1 lamentando a falta de personagens na política moderna. Ele estrelou como Conde Fosco, o vilão do romance de Wilkie Collins, The Woman in White, no cinema (1997) e no palco (2005, no musical de Andrew Lloyd Webber no West End).
Callow estrelou a comédia Gold original em três partes, The Rebel, em 2016.
Em 2022, ele se juntou ao elenco do revival do Reino Unido de Anything Goes, de Cole Porter, substituindo Gary Wilmot como Elisha Whitney. A produção completaria uma turnê pelo Reino Unido antes de terminar com uma apresentação no Barbican Centre. De 11 de julho a 3 de agosto de 2008, Callow apareceu no Stratford Shakespeare Festival, no Canadá, em There Reigns Love, uma apresentação dos sonetos de William Shakespeare. No mesmo ano, ele apareceu no Festival de Edimburgo, interpretando "Dr. Marigold" e "Mr. Chops" de Charles Dickens, adaptado e dirigido por Patrick Garland; repetindo-as de dezembro de 2009 a janeiro de 2010 no Riverside Studios e em turnê em 2011.
Em fevereiro de 2008, ele interpretou o psiquiatra na produção de Equus, de Peter Shaffer, do Chichester Festival Theatre.
Entre março e agosto de 2009, ele interpretou Pozzo na produção de Sean Mathias de En attendant Godot, de Samuel Beckett, com Ian McKellen como Estragon, Patrick Stewart como Vladimir e Ronald Pickup como Lucky. A produção percorreu a Grã-Bretanha antes de ser exibida no Theatre Royal Haymarket, em Londres.
De junho a novembro de 2010, ele apareceu em uma turnê nacional de uma nova peça solo, Shakespeare: the Man from Stratford, escrita por Jonathan Bate, dirigida por Tom Cairns, e produzida pelo Ambassador Theatre Group. A peça foi renomeada como Being Shakespeare para sua estreia no West End no Trafalgar Studios, onde estreou em 15 de junho de 2011. Foi revivida no mesmo teatro em março de 2012, antes de ser exibida na cidade de Nova Iorque e Chicago. Em março de 2014, retornou ao West End, desta vez no Harold Pinter Theatre.
Em outubro de 2014, Callow apareceu em um esquete cômico feito para The Feeling Nuts Comedy Night do Channel 4 para aumentar a conscientização sobre o câncer testicular. No mesmo ano, ele desempenhou o papel recorrente do duque fictício de Sandringham na série de TV Starz, Outlander.
Em dezembro de 2022, Callow apareceu como Dick no especial de Natal da comédia de humor  da BBC Inside No. 9, "The Bones of St Nicholas".

### Cinema
Ele fez sua primeira aparição no cinema em 1984 como Schikaneder em Amadeus. No ano seguinte, ele apareceu como o Reverendo Sr. Beebe em A Room with a View. Seu primeiro papel na televisão foi no episódio "Orgy and Bess" de Carry On Laughing em 1975, mas foi cortado da impressão final. Ele estrelou várias séries da comédia de situação do Channel 4 Chance in a Million, como Tom Chance, um indivíduo excêntrico a quem coincidências aconteciam regularmente. Papéis como esse e sua participação em Quatro Casamentos e um Funeral o levaram a um público mais amplo. Callow interpretou Plínio, o Velho, na série dramática infantil do CBBC de 2007, Roman Mysteries, no episódio "The Secrets of Vesuvius". Ele interpretou Armand Duquesne em Hawkeye da Marvel na Disney+.

### Direção
Callow também dirigiu peças e escreveu: seu Being An Actor (1984) foi uma crítica ao teatro 'dominado pelo diretor', além de conter seções autobiográficas relacionadas ao início de sua carreira como ator. Em 1992, dirigiu a peça Shades de Sharman MacDonald e o musical My Fair Lady, com figurinos desenhados por Jasper Conran. Em 1995, dirigiu uma versão teatral do clássico filme francês Les enfants du paradis para a Royal Shakespeare Company.
Entre as produções de ópera dirigidas por Callow estão Così fan tutte em Lucerna, Die Fledermaus para Scottish Opera em 1988, Il tritico para o Broomhill Trust, Kent em agosto de 1995, The Consul de Menotti na Holland Park Opera, Londres em 1999 e Le roi malgré lui de Chabrier no Grange Park Opera em 2003. Ele também dirigiu Carmen Jones no Old Vic, Londres em 1991, com Wilhelmenia Fernandez no papel-título.
Um dos livros mais conhecidos de Callow é Love Is Where It Falls, uma análise de seu relacionamento de 11 anos com Peggy Ramsay (1908–91), uma proeminente agente teatral britânica das décadas de 1960 a 1980. Ele também escreveu extensivamente sobre Charles Dickens, a quem interpretou diversas vezes: em um show solo, The Mystery of Charles Dickens de Peter Ackroyd; nos filmes Hans Christian Andersen: My Life as a Fairytale, e Christmas Carol: The Movie; e na televisão várias vezes, incluindo An Audience with Charles Dickens (BBC, 1996) e em "The Unquiet Dead", um episódio de 2005 da série de ficção científica da BBC Doctor Who. Ele retornou a Doctor Who para o final da temporada de 2011, novamente assumindo o papel de Dickens.
Em dezembro de 2004, ele apresentou o London Gay Men's Chorus Christmas Show, Make the Yuletide Gay, no Barbican Centre, em Londres. Atualmente é um dos patronos do Michael Chekhov Studio London. Em julho de 2006, a London Oratory School Schola anunciou Callow como um de seus novos patronos. Em novembro de 2007, ele ameaçou renunciar ao cargo devido à polêmica em torno do Terrence Higgins Trust (uma instituição de caridade contra a AIDS da qual Callow também é patrocinador). Outros patronos do coro católico são a princesa Michael de Kent e o principal compositor escocês James MacMillan. Ele reprisou seu papel como Wolfgang em Marnie e Sua Caixa Mágica e também dublou o caçador selvagem e em busca de ação.

### Autor
Callow escreveu biografias de Oscar Wilde, Charles Laughton, Orson Welles e Richard Wagner. Ele também escreveu uma antologia de passagens de Shakespeare, Shakespeare on Love, e contribuiu para a série Actors on Shakespeare de Cambridge.
Devoto da música clássica, contribuiu com artigos para a Gramophone.

### Narração
Callow foi o leitor de The Twits e As Bruxas na Puffin Roald Dahl Audio Books Collection (ISBN 978-0-140-92255-4), e fez versões em áudio de vários livros resumidos de P. G. Wodehouse que apresentam, entre outros, o fictício personagem Jeeves. Eles incluem Very Good, Jeeves e Aunts Aren't Gentlemen. Callow é o leitor da edição de audiolivro de Michelangelo, God's Architect, de William E. Wallace, publicada pela Princeton University Press. Callow narrou o audiolivro da tradução de Robert Fagles de 2006 de A Eneida de Virgílio. Em novembro de 2009, "Mini Stories", uma gravação do Caput Ensemble dos cenários de Hafliði Hallgrímsson da poesia surreal de Daniil Kharms, apresentando Callow como narrador, foi lançada pela Hyperion Records.
Callow interpretou Strogonoff na produção do Saturday Night Theatre de 1987 de A Bullet in the Ballet dramatizada por Pat Hooker na BBC Radio 4.

## Vida pessoal
Callow foi um dos primeiros atores a declarar publicamente sua homossexualidade, fazendo isso em seu livro de 1984, Being An Actor. Ele foi listado em 28º lugar na lista de 2007 do The Independent dos homens e mulheres gays mais influentes do Reino Unido. Ele se casou com Sebastian Fox em junho de 2016.

Em uma entrevista, Callow afirmou:
Não sou realmente um ativista, embora esteja ciente de que existem alguns atos políticos que podemos fazer e que realmente fazem a diferença e acho que ter me assumido como gay foi provavelmente uma das coisas mais valiosas que fiz na minha vida. vida. Não creio que nenhum ator tenha feito isso voluntariamente e acho que isso ajudou a mudar a cultura.
Em agosto de 2014, Callow foi uma das 200 figuras públicas signatárias de uma carta ao The Guardian expressando sua esperança de que a Escócia votasse para permanecer parte do Reino Unido no referendo de setembro sobre essa questão.
Nas homenagens de aniversário de 1999, ele foi nomeado Comandante da Ordem do Império Britânico (CBE) por seus serviços prestados à atuação.

## Filmografia

### Cinema
| Ano  | Título                                                  | Personagem                          | Notas                                                         |
| ---- | ------------------------------------------------------- | ----------------------------------- | ------------------------------------------------------------- |
| 1984 | Amadeus                                                 | Emanuel Schikaneder / Papageno      | Callow criou o papel de Mozart na produção teatral de estreia |
| 1985 | The Good Father                                         | Mark Varda                          |                                                               |
| 1985 | A Room with a View                                      | O Reverendo Sr. Beebe               | Indicado – BAFTA Film Award de Melhor Ator Coadjuvante        |
| 1987 | Maurice                                                 | Sr. Ducie                           |                                                               |
| 1988 | Manifesto                                               | Chefe de Polícia Caça               |                                                               |
| 1990 | Postcards from the Edge                                 | Simon Asquith                       |                                                               |
| 1990 | Mr. & Mrs. Bridge                                       | Dr. Alex Sauer                      |                                                               |
| 1991 | The Ballad of the Sad Café                              |                                     | Diretor Indicado – Golden Berlin Bear                         |
| 1992 | Howards End                                             | Palestrante de Música e Significado | Cameo                                                         |
| 1992 | Soft Top Hard Shoulder                                  | Eddie Cherdowski                    |                                                               |
| 1994 | Quatro Casamentos e Um Funeral                          | Gareth                              | Indicado – BAFTA Film Award de Melhor Ator Coadjuvante        |
| 1994 | Street Fighter                                          | A.N. Oficial                        |                                                               |
| 1995 | England, My England                                     | Carlos II                           |                                                               |
| 1995 | Victory                                                 | Zangiacomo                          |                                                               |
| 1995 | Jefferson in Paris                                      | Richard Cosway                      |                                                               |
| 1995 | Ace Ventura: When Nature Calls                          | Vincent Cadby                       | Antagonista principal                                         |
| 1996 | James e o Pêssego Gigante                               | Gafanhoto                           | Voz                                                           |
| 1998 | The Scarlet Tunic                                       | Capitão Fairfax                     |                                                               |
| 1998 | Bedrooms and Hallways                                   | Keith                               |                                                               |
| 1998 | Shakespeare in Love                                     | Sir Edmund Tilney                   | Prémio Screen Actors Guild para melhor elenco em cinema       |
| 1999 | Around the World in 80 Days                             | Phileas Fogg                        | Voz                                                           |
| 1999 | Junk                                                    |                                     |                                                               |
| 1999 | Notting Hill                                            | Ele mesmo                           | papel não creditado de filme dentro de um filme               |
| 2001 | Ničija Zemlja                                           | Coronel Soft                        |                                                               |
| 2001 | Christmas Carol: The Movie                              | Ebenezer Scrooge                    | Voz                                                           |
| 2002 | Thunderpants                                            | Sir John Osgood                     |                                                               |
| 2002 | Merci Docteur Rey                                       | Bob                                 |                                                               |
| 2003 | Bright Young Things                                     | Rei da Anatólia                     |                                                               |
| 2004 | George and the Dragon                                   | Rei Edgar                           |                                                               |
| 2004 | O Fantasma da Ópera                                     | André                               |                                                               |
| 2005 | Rag Tale                                                | Garoto Gordo Rourke                 |                                                               |
| 2005 | The Civilization of Maxwell Bright                      | Sr. Wroth                           |                                                               |
| 2005 | Bob the Butler                                          | Sr. Butler                          |                                                               |
| 2006 | Sabina                                                  | Eugene Bleuler                      |                                                               |
| 2007 | Chemical Wedding                                        | Professor Haddo / Aleister Crowley  |                                                               |
| 2007 | Arn: The Knight Templar                                 | Padre Henry                         |                                                               |
| 2011 | Love's Kitchen                                          | Guy Witherspoon                     |                                                               |
| 2012 | Acts of Godfrey                                         | Godfrey                             |                                                               |
| 2014 | Magician: The Astonishing Life and Work of Orson Welles | Ele mesmo                           |                                                               |
| 2016 | Golden Years                                            | Royston                             |                                                               |
| 2016 | Viceroy's House                                         | Cyril Radcliffe                     |                                                               |
| 2017 | Hampstead                                               | O Juiz                              |                                                               |
| 2017 | Victoria & Abdul                                        | Giacomo Puccini                     |                                                               |
| 2017 | The Man Who Invented Christmas                          | John Leech                          |                                                               |
| 2018 | Blue Iguana                                             | Tio Martin                          |                                                               |
| 2024 | Winnie-the-Pooh: Blood and Honey 2                      | Cavendish                           | Em produção                                                   |
| TBA  | The Pay Day                                             |                                     | Pós-produção                                                  |
| TBA  | Surprised by Oxford                                     |                                     | Pós-produção                                                  |
| TBA  | Doctor Jekyll                                           |                                     | Pós-produção                                                  |

### Televisão
| Ano        | Título                                 | Personagem                                     | Notas                                                      |
| ---------- | -------------------------------------- | ---------------------------------------------- | ---------------------------------------------------------- |
| 1975       | Get Some In!                           | Wally                                          |                                                            |
| 1976       | The Sweeney                            | Sargento Detetive                              |                                                            |
| 1980       | Instant Enlightenment Including VAT    | Max                                            |                                                            |
| 1981       | The Man of Destiny                     | Napoleão                                       |                                                            |
| 1981       | W.H.Auden Monologue                    | W.H.Auden                                      |                                                            |
| 1984       | Chance in a Million                    | Tom Chance                                     |                                                            |
| 1985       | Honour, Profit and Pleasure            | Handel                                         | Telefilme                                                  |
| 1986       | Dead Head                              | Hugo Silver                                    |                                                            |
| 1986       | Dead Head                              | Sr Micawber                                    |                                                            |
| 1987       | Inspector Morse                        | Theodore Kemp                                  | Episódio: "The Wolvercote Tongue"                          |
| 1990       | Old Flames                             | Nathaniel Quass                                |                                                            |
| 1993       | Femme Fatale                           | Vigário Ronnie                                 |                                                            |
| 1994       | Little Napoleons                       | Edward Feathers                                |                                                            |
| 1996       | An Audience With Charles Dickens       | Charles Dickens                                |                                                            |
| 1995       | El pasajero clandestino                | Major Owens                                    |                                                            |
| 1997       | The Woman in White                     | Conde Fosco                                    |                                                            |
| 1998       | Trial & Retribution II                 | Rupert Halliday                                |                                                            |
| 2000       | The Mystery of Charles Dickens         | Charles Dickens                                | Telefilme                                                  |
| 2001       | Don't Eat the Neighbours               | Raposa e Urso                                  |                                                            |
| 2002       | NOVA: Galileo's Battle for the Heavens | Galileu Galilei                                | Documentário                                               |
| 2003       | Angels in America                      | Antepassado anterior de Walter 2               | Minissérie                                                 |
| 2004       | Marnie e Sua Caixa Mágica              | Wolfgang, o Lobo Hunter, o Cavalo              | Série de TV, 12 episódios                                  |
| 2004       | Agatha Christie's Marple               | Coronel Terence Melchett                       | Episódio: "The Body in the Library"                        |
| 2005       | Roma                                   | Públio Servílio Vácia Isáurico                 | Episódio: "Egeria"                                         |
| 2005, 2011 | Doctor Who                             | Charles Dickens                                | Episódios: "The Unquiet Dead", "The Wedding of River Song" |
| 2006       | Midsomer Murders                       | Dr. Richard Wellow                             | Episódio: "Dead Letters"                                   |
| 2006       | Classical Destinations                 | Narrador                                       |                                                            |
| 2007       | Roman Mysteries                        | Plínio, o Velho                                | Episódios: "The Secrets of Vesuvius"                       |
| 2007       | The Company                            | Elihu                                          |                                                            |
| 2007       | How Gay Sex Changed the World          | Ele mesmo                                      |                                                            |
| 2007       | Trick or Treat                         | Ele mesmo                                      | 1 episódio                                                 |
| 2008       | The Mr. Men Show                       | Narrador                                       |                                                            |
| 2009       | Lewis                                  | Vernon Oxe                                     | Episódio: "Counter Culture Blues"                          |
| 2009       | The Sarah Jane Adventures              | Tree Blathereen                                | Voz Episódio: "The Gift"                                   |
| 2011       | This is Jinsy                          | Threcker                                       | Episódio: "Nameworm"                                       |
| 2011       | Popstar to Operastar                   | Ele mesmo                                      |                                                            |
| 2011       | Jamie's Dream School                   | Ele mesmo                                      |                                                            |
| 2013       | Agatha Christie's Poirot               | Dr. Heinrich Lutz                              | Episódio: "The Labours of Hercules"                        |
| 2014–2016  | Outlander                              | O duque de Sandringham                         | 5 episódios nas temporadas 1 e 2                           |
| 2014       | Plebs                                  | Victor                                         | Episódio: "The Candidate"                                  |
| 2014       | Feeling Nuts Movement                  | Ele mesmo                                      |                                                            |
| 2015       | Ant & Dec's Saturday Night Takeaway    | Convidado no programa The End of The Show Show | Temporada 12, episódio 2                                   |
| 2016       | Galavant                               | Edwin, o Magnífico                             | Episódio: "World's Best Kiss"                              |
| 2016       | The Rebel                              | Henry Palmer                                   | Personagem principal                                       |
| 2016       | The Life of Rock with Brian Pern       | Bennett St John                                | Série 3, episódio 3                                        |
| 2017       | George III: The Genius of the Mad King | Jorge III                                      | Voz; Documentário da BBC sobre Jorge III                   |
| 2017       | Midsomer Murders                       | Vernon De Harthog                              | Episódio: "The Curse of the Ninth"                         |
| 2018       | Death in Paradise                      | Larry South                                    | Série 7, episódio 3                                        |
| 2018       | A Christmas Carol                      | Narrador/Ator                                  | BBC4                                                       |
| 2018       | The Dead Room                          | Aubrey Judd                                    | BBC4                                                       |
| 2021       | Hawkeye                                | Armand Duquesne III                            | Episódio: "Never Meet Your Heroes"                         |
| 2021-2023  | The Witcher                            | Codringher                                     | 2 episódios                                                |
| 2022       | Inside No. 9                           | Dick                                           | Série 8, episódio 1: "The Bones of St Nicholas"            |
| 2023       | The Cleaner                            | Sr. Abahassine                                 | Episódio: "The Clown"                                      |